# Казал-де-Синза
Казал-де-Синза (порт. Casal de Cinza)  —  район (фрегезия) в Португалии,  входит в округ Гуарда. Является составной частью муниципалитета  Гуарда. По старому административному делению входил в провинцию Бейра-Алта. Входит в экономико-статистический  субрегион Бейра-Интериор-Норте, который входит в Центральный регион. Население составляет 592 человека на 2001 год. Занимает площадь 17,18 км².